# Yisrael Aharoni
Yisrael Aharoni (hebreu: ישראל אהרוני) (Vidzi, actualment a Belarús, 1882 - Jerusalem, 1946) fou un zoòleg a l'Imperi Otomà i a la Palestina britànica, àmpliament conegut com el «primer zoòleg hebreu». Aharoni va descobrir fins a 30 espècies desconegudes fins llavors i va donar-les noms hebreus.
Aharoni és sobretot conegut per recollir una ventrada de hàmsters daurats d'una expedició a Alep, Síria. Els hàmsters van ser criats com a animals de laboratori a Jerusalem. Es diu que la majoria d'hàmsters d'Israel, i d'arreu del món, descendeixen d'aquesta ventrada.

## Biografia
Yisrael Aharoni va néixer a Vidzy, Governorat de Kovno, Imperi Rus (avui a Belarús), i va anar a l'escola a Praga. Va immigrar a Palestina, llavors encara sota domini otomà, i les seves primeres expedicions zoològiques van tenir la protecció del soldà local, per qui va obtenir espècimens de papallona. Molts del seu espècimens encara poden ser vistos a la Universitat hebrea de Jerusalem.

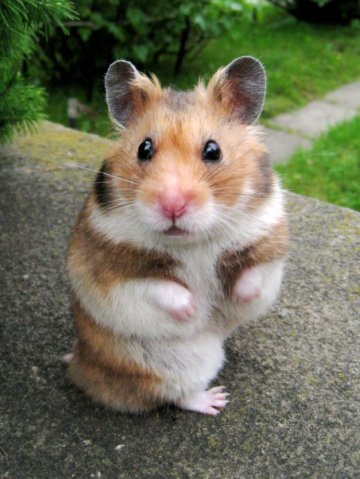
Hàmster daurat

## Hàmsters daurats
El 1930 Aharoni se'n va anar a trobar hàmsters a la petició del seu col·lega Saul Adler. Aquest darrer era un parasitòleg que cercava un organisme que es criés fàcilment com a alternativa al hàmster xinès per a la recerca en la malaltia de la leishmaniosi. Aquesta espècie de hàmsters ja havien estat descoberts i anomenats per George Robert Waterhouse el 1839, però no se n'havien vist des de llavors. Juntament amb un guia sirià amb el nom de Georgius Khalil Tah'un, Aharoni havent rebut l'avís d'un albirament, va dirigir-se a la regió d'Alep, d'on va recollir un niu que contenia una femella i onze cries. Atès que van matar la mare en veure que practicava canibalisme de les cries, van haver de fer créixer les cries restants amb comptagotes. Tot i que se'n van sortir prou bé, algunes van escapar-se del laboratori per no trobar-les mai més, però finalment van tenir la sort de poder fer criar una parella.